# Francia en los Juegos Olímpicos de Amberes 1920
Francia estuvo representada en los Juegos Olímpicos de Amberes 1920 por un total de 304 deportistas que compitieron en 23 deportes.  
El portador de la bandera en la ceremonia de apertura fue el atleta Émile Écuyer.

## Medallistas
El equipo olímpico francés obtuvo las siguientes medallas:
| Nombre | Deporte            | Competición                                       |
| --- | ------------------ | ------------------------------------------------- |
| Oro |                    |                                                   |
| Joseph Guillemot | Atletismo          | 5000 m M                                          |
| Paul Fritsch | Boxeo              | Pluma (57 kg) M                                   |
| Fernand Canteloube Georges Detreille Marcel Gobillot Achille Souchard                                                           | Ciclismo en ruta   | Ruta por eqs. M                                   |
| Armand Massard | Esgrima            | Espada ind. M                                     |
| Henri Gance | Halterofilia       | 75 kg M                                           |
| Ernest Cadine | Halterofilia       | 82,5 kg M                                         |
| Suzanne Lenglen | Tenis              | Individual F                                      |
| Suzanne Lenglen Max Decugis | Tenis              | Dobles mixto                                      |
| Julien Brulé | Tiro con arco      | Pichón 50 m M                                     |
| Plata |                    |                                                   |
| Joseph Guillemot | Atletismo          | 10 000 m M                                        |
| Émile Ali Khan René Lorain René Mourlon René Tirard                                                                             | Atletismo          | 4 × 100 m M                                       |
| Jean Gachet | Boxeo              | Pluma (57 kg) M                                   |
| Philippe Cattiau | Esgrima            | Florete ind. M                                    |
| Alexandre Lippmann | Esgrima            | Espada ind. M                                     |
| Gaston Amson Lionel Bony de Castellane Philippe Cattiau Roger Ducret Lucien Gaudin André Labatut Marcel Perrot Georges Trombert | Esgrima            | Florete por eqs. M                                |
| Henri de Saint Germain Jean Margraff Jean Mondielli Marc Perrodon Georges Trombert                                              | Esgrima            | Sable por eqs. M                                  |
| Marco Torrès | Gimnasia artística | Concurso completo ind. M                          |
| Field | Hípica             | Volteo ind.                                       |
| Field Cauchy Salins | Hípica             | Volteo por eqs.                                   |
| Gabriel Poix Maurice Bouton Ernest Barberolle                                                                                   | Remo               | Dos con timonel (M2+) M                           |
| Léon Johnson | Tiro               | Rifle militar en posición tendida ind. 50 m M     |
| Léon Johnson André Parmentier Achille Paroche Georges Roes Émile Rumeau                                                         | Tiro               | Rifle militar en posición tendida por eqs. 50 m M |
| Léonce Quentin | Tiro con arco      | Pichón 28 m M                                     |
| Julien Brulé | Tiro con arco      | Pichón 33 m M                                     |
| Julien Brulé Léon Epin Pascal Fauvel Eugène Grisot Paul Leroy Arthur Mabellon Léonce Quentin Eugène Richez                      | Tiro con arco      | Pichón por eqs. 33 m M                            |
| Julien Brulé Léon Epin Pascal Fauvel Eugène Grisot Paul Leroy Arthur Mabellon Léonce Quentin Eugène Richez                      | Tiro con arco      | Pichón por eqs. 50 m M                            |
| Robert Monier Félix Picon Albert Weil                                                                                           | Vela               | 6,5 Metre M                                       |
| Equipo | Rugby              | Torneo M                                          |
| Bronce |                    |                                                   |
| Georges André Maurice Delvart André Devaux Gaston Féry                                                                          | Atletismo          | 4 × 400 m M                                       |
| Xavier Eluère | Boxeo              | Pesado (+79,5 kg) M                               |
| Fernand Canteloube | Ciclismo en ruta   | Ruta ind. M                                       |
| Roger Ducret | Esgrima            | Florete ind. M                                    |
| Gustave Buchard | Esgrima            | Espada ind. M                                     |
| Gaston Amson Gustave Buchard Georges Casanova Alexandre Lippmann Armand Massard Émile Moureau Georges Trombert                  | Esgrima            | Espada por eqs. M                                 |
| Jean Gounot | Gimnasia artística | Concurso completo ind. M                          |
| Equipo | Gimnasia artística | Concurso completo por eqs. M                      |
| Louis Bernot | Halterofilia       | +82,5 kg M                                        |
| Alfred Plé Gaston Giran | Remo               | Doble scull (M2x) M                               |
| Pierre Albarran Max Decugis | Tenis              | Dobles M                                          |
| Élisabeth d'Ayen Suzanne Lenglen                                                                                                | Tenis              | Dobles F                                          |
| Julien Brulé Léon Epin Pascal Fauvel Eugène Grisot Paul Leroy Arthur Mabellon Léonce Quentin Eugène Richez                      | Tiro con arco      | Pichón por eqs. 28 m M                            |